# Miecislao I di Polonia
Mieszko I, a volte citato come Miecislao (930/935 – 25 maggio 992), è stato il primo (riconosciuto storicamente) Piast duca di Polani (Polanie in polacco), che diede poi il nome alla nazione conosciuta con il nome di Polonia.
Miecislao non era il suo vero nome, ma gli fu conferito più tardi; egli era figlio del quasi leggendario Siemomysł.
Fu il primo sovrano polacco cristiano. Con il suo battesimo cominciò il processo della cristianizzazione della Polonia.

## Biografia
Nel 964 o, più probabilmente, nel 965, sposò Dubrawka di Boemia (940/945 – 977), una delle figlie di Boleslao I, duca di Boemia. Nel 980 sposò Oda di Haldensleben (955/960 – 1023), figlia di Dietrich (Teodorico) di Haldensleben margravio della marca del Nord (965-985), dopo averla rapita dal monastero di Kalbe.
All'inizio del suo regno fu impegnato principalmente nel combattere le tribù dei Veleti e Volini a sud del Mar Baltico e i loro alleati, i Sassoni del conte Wichmann II. Miecislao fu battezzato nel 966 (probabilmente spinto dall'influenza della sua prima moglie o forse con l'obiettivo di non scontrarsi con il Sacro Romano Impero a occidente) e fece costruire una chiesa dedicata a San Giorgio a Gniezno.
Al tempo del suo regno, non esisteva una vera capitale, ma una serie di castelli da lui installati nel paese. Uno dei più importanti era Ostrow Lednicki (sede di ritrovamenti archeologici). Era costituito da un anello fortificato di circa 1,5 km di diametro. All'interno vi era la sua residenza, un rifinito palazzo di pietra, la prima espressione di architettura monumentale del paese.
Ebbe probabilmente una sorella, di cui non si conosce il nome, e due fratelli: il primo, di cui non si è tramandato il nome, morì in battaglia nel 964 circa, mentre il secondo, Czcibor, perse la vita nella battaglia di Cedynia nel 972, battaglia in cui Miezsko riuscì a battere Odo I, margravio della marca orientale sassone.
Miecislao I stipulò un'alleanza con l'imperatore Ottone I il Grande, poi con Ottone II e ancora con Ottone III. Comunque le dispute dal lato polacco furono sempre aspre, soprattutto per quanto riguarda la questione se egli fosse vassallo dell'intera Polonia o solo di una parte (la zona disputata era indicata come usque Varta fluvium).
Una cronaca medioevale riporta anche che Miecislao stipulò un'alleanza con il margravio Gero, ma si ritiene che tale documento provenga da un altro che contrariamente a questo non menziona tale avvenimento, e per questo tale alleanza non viene considerata altro che un mito.
Il suo regno iniziò nel 962 circa nella Grande Polonia (Wielkopolska), Cuiavia, Masovia e nelle regioni orientali Pomerania. Negli anni sessanta del 900 conquistò parte della Pomerania occidentale, negli anni 90 la Slesia e la Piccola Polonia (Małopolska).
La parte più importante delle sue operazioni di espansione furono indirizzate lungo la costa baltica, nel territorio poi definito come Pomerania. Sconfisse il conte Dietrich della marca del Nord a Cedynia nel 972, e raggiunse l'estuario dell'Oder nel 976. La battaglia decisiva, combattuta nel 979, assicurò a Miecislao il controllo dell'area.
L'anno successivo, celebrò la sua temporanea conquista dedicandogli una fortezza a Danzica. In quella zona esistevano da millenni alcuni insediamenti, i territori della Pomerania si sovrapponevano in coincidenza con l'estuario del fiume Vistola.
Nel 981 Miecislao I perse i territori conosciuti solo come Grody Czerwienskie (castelli di Czerwien) a favore di Vladimiro I, principe di Kiev.
Nel 984 Miecislao a Quedlinburg, insieme a Boleslao II di Boemia ed al principe naconide Mistivoj del Meclemburgo, riconobbe il bavarese Enrico II detto Il pacifico, quale successore del defunto imperatore Ottone II. Tuttavia il conflitto fra boemi e polacchi si inasprì nuovamente: Miecislao riuscì a far sposare il figlio Boleslao Chrobry con una delle figlie di Rikdag, margravio della marca di Meißen. Boleslao di Boemia vedeva però Meißen come un territorio della sua sfera d'influenza e riuscì ad ottenere da Enrico II di Baviera l'autorizzazione ad occuparne la rocca. Questo intralciò i piani dei piasti.
Nel 986 strinse alleanza con l'imperatore Ottone III, aiutandolo nei combattimenti contro i Polabi. Poco prima della sua morte affidò il controllo del suo regno al Papa in un documento usualmente chiamato Dagome Iudex.

## Matrimoni e discendenza
Da Dubrawka, figlia di Boleslao I di Boemia, ebbe:
- Boleslao I, il Coraggioso (Chrobry) (967 – 17 giugno 1025), duca di Polonia dal 992 e poi re (1025);
- Sigrid la Superba (968/72 – circa 1016), andata sposa prima a Eric VI, re di Svezia (945 – 995), ed in seconde nozze a Sweyn I, re di Danimarca, dal quale ebbe probabilmente Canuto il Grande, re di Danimarca, Norvegia ed Inghilterra.

Da Oda, figlia di Teodorico di Haldensleben, margravio della marca del Nord, ebbe:
- Miecislao (circa 979 – 992/95);
- Świętopełk (circa 980 – prima del 991);
- Lamberto (circa 981 – 992/95).

Da una delle due (probabilmente Oda; sarebbe quindi il loro terzogenito) ebbe:
- Vladivoj di Boemia, duca di Boemia per breve tempo tra il 1002 e il 1003.

## Ascendenza
|                        |   |          | Genitori |  |  | Nonni |  |  | Bisnonni |  |  | Trisnonni |  |
|                        |   |          |          |  |  |       |  |  | Siemowit |  |  | Piast     |  |
|                        |   |          |          |  |  |       |  |  | Siemowit |  |  | Piast     |  |
|                        |   | Rzepicha |          |  |  |       |  |  | Siemowit |  |  |           |  |
| Lestek                 |   |          |          |  |  |       |  |  | Siemowit |  |  |           |  |
|                        |   | …        | …        |  |  |       |  |  |          |  |  |           |  |
|                        |   | …        | …        |  |  |       |  |  |          |  |  |           |  |
|                        |   | …        | …        |  |  |       |  |  |          |  |  |           |  |
| Siemomysł              |   | …        |          |  |  |       |  |  |          |  |  |           |  |
|                        |   | …        | …        |  |  |       |  |  |          |  |  |           |  |
|                        |   | …        | …        |  |  |       |  |  |          |  |  |           |  |
|                        |   | …        | …        |  |  |       |  |  |          |  |  |           |  |
| …                      |   | …        |          |  |  |       |  |  |          |  |  |           |  |
|                        |   | …        | …        |  |  |       |  |  |          |  |  |           |  |
|                        |   | …        | …        |  |  |       |  |  |          |  |  |           |  |
|                        |   | …        | …        |  |  |       |  |  |          |  |  |           |  |
| Miecislao I di Polonia |   | …        |          |  |  |       |  |  |          |  |  |           |  |
|                        | … | …        |          |  |  |       |  |  |          |  |  |           |  |
|                        | … | …        |          |  |  |       |  |  |          |  |  |           |  |
|                        | … | …        |          |  |  |       |  |  |          |  |  |           |  |
| …                      | … |          |          |  |  |       |  |  |          |  |  |           |  |
|                        |   | …        | …        |  |  |       |  |  |          |  |  |           |  |
|                        |   | …        | …        |  |  |       |  |  |          |  |  |           |  |
|                        |   | …        | …        |  |  |       |  |  |          |  |  |           |  |
| …                      |   | …        |          |  |  |       |  |  |          |  |  |           |  |
|                        |   | …        | …        |  |  |       |  |  |          |  |  |           |  |
|                        |   | …        | …        |  |  |       |  |  |          |  |  |           |  |
|                        |   | …        | …        |  |  |       |  |  |          |  |  |           |  |
| …                      |   | …        |          |  |  |       |  |  |          |  |  |           |  |
|                        |   | …        | …        |  |  |       |  |  |          |  |  |           |  |
|                        |   | …        | …        |  |  |       |  |  |          |  |  |           |  |
|                        |   | …        | …        |  |  |       |  |  |          |  |  |           |  |
|                        |   | …        |          |  |  |       |  |  |          |  |  |           |  |